# Куленко Олексій Валентинович
Олексі́й Валенти́нович Куле́нко (1985—2021) — старший солдат Збройних сил України, учасник російсько-української війни.

## З життєпису
Народився 1985 року в селі Орлове Голованівського району. Створив родину та проживав в селі Покотилове (Голованівський район Кіровоградської області); працював тактористом та механізатором.
До ЗСУ мобілізований під час часткової мобілізації в 2015 році. Проходив службу в повітряно-десантних військах та морській піхоті. На військовій службі в 17-му батальйоні — з квітня 2021 року; старший солдат, навідник.
11 вересня 2021-го загинув в ході виконання бойового завдання під час мінометного обстрілу в районі села Причепилівки на Луганщині.
Без Олексія лишились батько, брат та троє доньок.
Похований в селі Орлове.

## Нагороди
- Указом Президента України № 25/2022 від 21 січня 2022 року «за особисту мужність і самовіддані дії, виявлені у захисті державного суверенітету та територіальної цілісності України» — нагороджений орденом Богдана Хмельницького III ступеня (посмертно)[1].